# 147
El año 147 (CXLVII) fue un año común comenzado en sábado del calendario juliano, en vigor en aquella fecha.
En el Imperio romano el año fue nombrado el del consulado de Mesalino y Largo, o menos frecuentemente, como el 900 ab urbe condita, siendo su denominación como 147 a principios de la Edad Media, al establecerse el anno Domini.

## Acontecimientos
- Marco Aurelio recibe poderes imperiales del emperador romano Antonino Pío.
- Comienzan las festividades para celebrar el 900.º aniversario de la fundación de Roma.
- Vologases III muere después de un reinado de 42 años en el que había combatido con éxito con sus rivales.
- El rey Vologases IV, hijo de Mitrídates IV de Partia, unifica bajo su gobierno el Imperio parto.

## Nacimientos
- Jia Xu, consejero de muchas figuras importantes durante la dinastía Han china (m. 224)
- Annia Aurelia Galeria Faustina, noble romana e hija del emperador Marco Aurelio.
- Lokaksema, monje budista.

## Fallecimientos
- Vologases III de Partia, rey de Partia
- Xu Shen, autor chino del diccionario de etimología Shuowen Jiezi (n. 58)